# Topsentia stellettoides
Topsentia stellettoides är en svampdjursart som först beskrevs av Claude Lévi 1961.  Topsentia stellettoides ingår i släktet Topsentia och familjen Halichondriidae.
Artens utbredningsområde är Aldabra. Inga underarter finns listade i Catalogue of Life.